# Brittany Allen
Pour les articles homonymes, voir Allen.
Brittany Allen, née le 5 février 1986, est une actrice canadienne.

## Filmographie

### Actrice

#### Cinéma

##### Courts métrages
- 2002 : Surrender : Mary Foley (jeune)
- 2008 : Us Chickens : Sarah Lassiter
- 2009 : Gitch : Maya
- 2010 : Verona : Paris
- 2015 : First Session : Ellie

##### Longs métrages
- 2008 : The Rocker
- 2012 : Dead Before Dawn (en) : Lucy Winthrop
- 2014 : Extraterrestrial : April
- 2015 : Backgammon (en) : Miranda
- 2015 : Farhope Tower (en) : Susan
- 2015 : Look Again : Tanya
- 2016 : Dans l'enfer de la captivité (Girl in the Box) : Bonnie
- 2016 : Bloody Sand (en) (It Stains the Sands Red) : Molly
- 2017 : The Definites : Bernie
- 2017 : Incontrol : Naomi
- 2017 : Jigsaw : Carly
- 2018 : What Keeps You Alive : Jules
- 2019 : The Prodigy : Margaret St. James

#### Télévision

##### Séries télévisées
- 2002 : I Love Mummy (en) : Izzie
- 2003 : Street Time (en) : Connie
- 2008 : M.V.P. (en) : la jeune femme
- 2008 : Air Crash : Sandy Purl
- 2009 : The Listener : Leslie Cahill
- 2009-2010 : La Force du destin (All My Children) : Marissa Chandler / Marissa Tasker
- 2012 : Bomb Girls : Hazel
- 2013 : Lost Girl : Della
- 2013 : Defiance : Tirra
- 2013 : Satisfaction : Ashley
- 2013 : Played, les infiltrés : Beth
- 2013 : Republic of Doyle : Amy Cohen
- 2014 : Warehouse 13 : Laura Roth
- 2014 : Saving Hope, au-delà de la médecine : Megan
- 2015 : Bienvenue à Schitt's Creek : Bree
- 2018 : Falling Water : Sabine Brighton
- 2018 : Taken : Ella Riordan
- 2019 : The boys : Popclaw
- 2024 :  Dexter : Les Origines : Laura Moser

##### Téléfilms
- 1999 : Restless Spirits : Stacey
- 1999 : What Katy Did : Cecy Hall
- 2000 : Virtual Mom : Melinda
- 2001 : Walter and Henry : June
- 2004 : Prom Queen : Britney
- 2010 : Abroad : Friday Livingstone
- 2018 : La fille cachée (Separated at Birth) : Lucy Pierce

### Monteuse
- 2014 : Valentines Day (court métrage)

### Productrice
- 2014 : Valentines Day (court métrage)
- 2016 : It Stains the Sands Red (productrice exécutive)
- 2018 : What Keeps You Alive (productrice exécutive)

### Réalisatrice
- 2014 : Valentines Day (court métrage)

### Scénariste
- 2014 : Valentines Day (court métrage)
- 2015 : Almost Anything

## Récompenses
- 2011 : Daytime Emmy Award